# Третяки (Україна)
Третяки́ — село Іловайської міської громади Донецького району Донецької області, Україна. Населення становить 258 осіб. Відстань до Харцизька становить близько 18 км і проходить автошляхом Т 0507.

## Географія
На північно-східній околиці села бере початок Балка Калинова.

## Населення

### Мова
Розподіл населення за рідною мовою за даними перепису 2001 року:
| Мова       | Кількість | Відсоток |
| ---------- | --------- | -------- |
| російська  | 216       | 83.72%   |
| українська | 42        | 16.28%   |
| Усього     | 258       | 100%     |

За даними перепису 2001 року населення села становило 258 осіб, із них 16,28 % зазначили рідною мову українську та 83,72 %— російську.

## Відомі особи

### Перебували
Дрьомін Андрій Сергійович - — український коваль, громадський активіст, учасник російсько-української війни.